# Saperavi

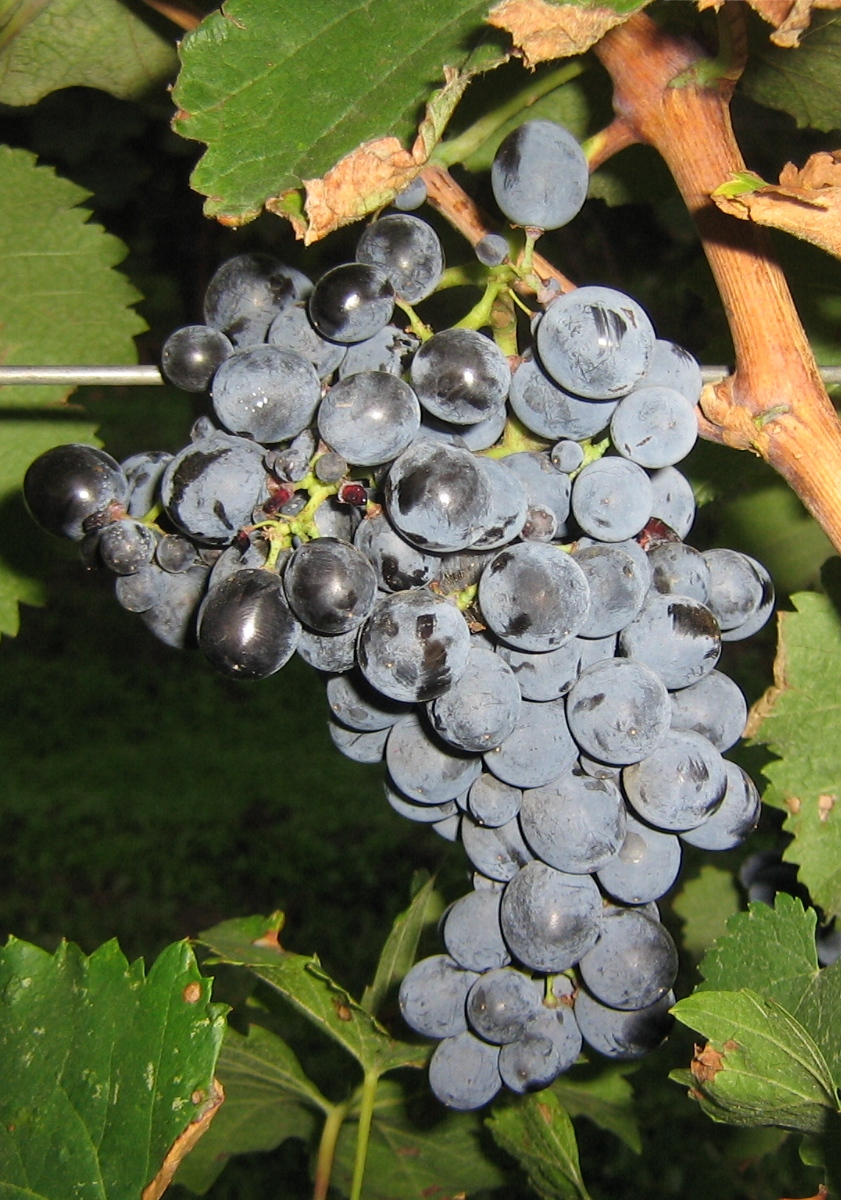
Racimo de saperavi.

La saperavi (en georgiano: საფერავი, lit. 'coloreada') es una uva tintorera ácida nativa de Georgia, donde se usa para hacer vinos propios de la región, junto con las variedades Alexandrouli y Rkatsiteli. Las hojas de la vid son grandes, redondeadas y tienen 3 lóbulos. Las uvas son medianas o grandes, elípticas, de color azul oscuro y piel fina. Las uvas tienen un periodo de maduración de unos 5 meses y la vid tiene una productividad moderada. Se han vinos conocidos monovarietales de Saperavi en algunas zonas de la región de Kajetia. Es un vino con un buqué característico, un sabor armonioso y una astringencia agradable. Se ha producido desde 1886. Las uvas de Saperavi producen vinos sustanciosos de un color rojo oscuro que tienen un potencial de envejecimiento de más de 5 años. Puede producir vinos con un alto nivel de alcohol y a veces se mezcla con otras variedades. Es la variedad de uva más importante del vino georgiano.
La Saperavi es una variedad resistente, conocida por su habilidad para soportar un clima extremadamente frío. También es conocida por crecer en las regiones a gran altitud del interior del país. Es una uva tintorera, que contiene antiocianina roja en la pulpa y en la piel.

## Historia
La uva se originó en la región de Kajetia, al este de Georgia aunque en la actualidad se encuentra por todo el territorio (Kajetia, Saingilo, Kartli, Shavsheti-Klaryetia, Imericia, Guria, Racha y Lechjumi). Georgia está reconocida como uno de los primeros lugares donde se fabricó vino del mundo, habiendo evidencias arqueológicas del cultivo de la vid del 6000-5000 a. C. La saperavi es una de las variedades que se cultivaron primero en la región y es la más importante de la industria vinícola georgiana.

## Vinos
Las uvas de Saperavi se usan sobre todo en Georgia, pero se ha difundido por otras regiones de Europa del Este (Purcari, Moldavia). La Saperavi también se cultiva en regiones del Nuevo Mundo, destacando allí en los lagos Finger, en los viñedos del estado de Nueva York. Ha dado resultados prometedores en algunos cultivos de Australia, donde fue usada por algunos pioneros en el valle King, al noreste de Victoria.
Los vinos georgianos notables están realizados exclusivamente o en buena medida de uvas de saperavi:
- Se suele llamar Saperavi a vinos semi dulces o secos de esta variedad, con un año de edad, producidos en múltiples regiones.
- El Kindzmarauli es un vino semidulce, envejecido durante dos años, producido en la región de Kvareli. Las uvas son cosechadas más tarde que la mayoría.
- El Ajasheni es un vino semidulce similar al Kindzmarauli, producido en la región de Guryaani.
- El de Mukuzani es un vino seco, envejecido durante tres años, producido en la región del mismo nombre. Se realiza de las mejores cosechas locales y se considera el mejor vino georgiano.
- El de Alazani es un vino semidulce producido en la región del mismo nombre. Es una mezcla de un 60% de saperavi y un 40% de Rkatsiteli. El clima más cálido produce uvas más dulces que las demás regiones.

## Sinónimos
La saperavi también es conocida bajo los sinónimos didi saperavi, kleinberiger, nerki khagog, patara saperavi, saparavi, sapeavi de Kajetia, saperaibi, saperavi de Kachet, saperavi de Kakhetie, saperavi patara, sapeur, sapperavi, sapperavy, scoperawi y szaperavi.